# Mayr-Melnhof Karton

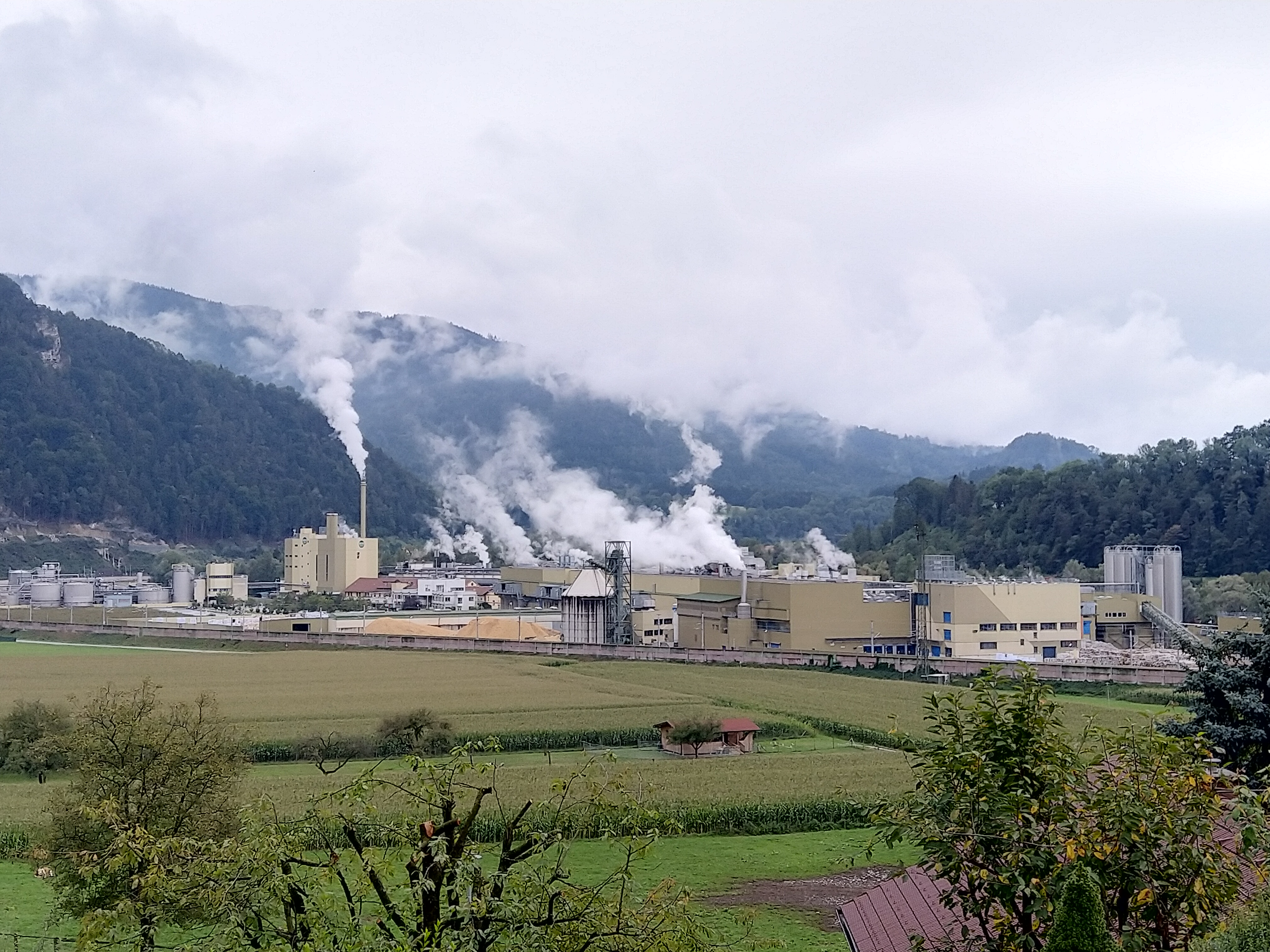
Stammwerk Frohnleiten (2019)

Die Mayr-Melnhof Karton AG (kurz: MM) ist ein österreichischer Hersteller von Karton und Faltschachteln mit Sitz in Wien.
Im August 2021, anlässlich der Akquisition der Karton- und Papierproduktion in Kwidzyn, Polen wurde die Umfirmierung der Division MM Karton auf MM Board & Paper kommuniziert.

## Geschichte
Im Jahr 1950 begann mit der Errichtung der ersten Kartonmaschine im Stammwerk Frohnleiten in der Steiermark die industrielle Fertigung von Karton.
Die Mayr-Melnhof Gruppe wurde 1994 zur Aktiengesellschaft umfirmiert und ist seitdem an der Wiener Börse notiert.
MM Packaging erwarb 2008 60 % am türkischen Faltschachtelhersteller Superpack in İzmir (Türkei). Superpack hat 120 Beschäftigte und verfügt über zwei Offset-Drucklinien mit denen jährlich 8.000 Tonnen Karton verarbeitet werden. Im selben Jahr wurde das Kartonwerk Nikopol (Bulgarien) geschlossen.
2010 wurde die Kartonfabrik in Deisswil bei Stettlen (Schweiz) geschlossen. Als Grund führte MM die in der Schweiz eingeführte Emissionssteuer an. Dem widersprach das Departement für Umwelt, Verkehr, Energie und Kommunikation (UVEK): Da sich die Kartonfabrik 2008 verpflichtet habe, den CO2-Ausstoss mit diversen Maßnahmen zu senken, sei sie von der CO2-Abgabe befreit worden. Das Werk hat 2009 112.000 Tonnen Karton produziert und war laut MM nicht mehr wettbewerbsfähig. Für die 255 Mitarbeiter wurde ein Sozialplan eingerichtet. Die MM Gruppe wollte sich zunehmend auf ihre Hochleistungsstandorte konzentrieren.
Mitte 2013 erwarb MM Karton das CTMP-Werk Folla von Södra, das erst im September 2012 als Södra Cell Folla wegen mangelnder Rentabilität stillgelegt worden war. MM Karton startete die Produktion für eine autonome Rohstoffversorgung mit Halbzellstoffen (CTMP und TMP) zur Herstellung der eigenen Kartonqualitäten. Ein Teil der Jahreskapazität von 130.000 Tonnen wird frei im Markt gehandelt werden.
Im August 2021 wurden die Kartonwerke in Baiersbronn (Stand Januar 2025: Baiersbronn Frischfaser Karton GmbH, 210 Mitarbeiter, 95.000 t Frischfaserkarton p. a.) und Brummen-Eerbeek (Stand Januar 2025: Folding Boxboard Eerbeek B.V., 220 Mitarbeiter, 150.000 t Frischfaserkarton p. a.) an den US-Finanzinvestor Oaktree Capital Management verkauft.
Weiters wurden Anfang August die Karton- und Papierwerke Kwidzyn, Polen, und Kotkamills, Finnland, gekauft.
Im April 2022 hat die Mayr-Melnhof Gruppe (MM) die nordische Pharmaverpackungsgruppe Eson Pac mit Sitz in Veddige, Schweden, erworben.
Im Oktober erwarb MM den britischen Pharma-Faltschachtelproduzenten Essentra Packaging samt USA-Tochter.
In das Stammwerk im steirischen Frohnleiten wurden über die letzten zehn Jahre über 150 Millionen Euro in die Modernisierung und den Ausbau der Logistik investiert. 2014 gingen davon rund 50 Millionen Euro in die Entwicklung des nachhaltigen „Foodboard“-Kartons, der Plastikverpackungen in der Lebensmittelindustrie obsolet machen sollte. Im Jahr 2020 wurde dann verlautbart, dass das Unternehmen rund 100 Millionen Euro in den Standort Frohnleiten investieren will. Neben der Modernisierung der beiden bestehenden Kartonmaschinen KM2 und KM3 – welche das Grazer Unternehmen Andritz AG durchführte -, wurde viel in die Infrastruktur und Logistik am Standort eingesetzt. So wurden das Heizhaus und das Klärwerk modernisiert sowie die Parkflächen für Mitarbeiter und den Lieferverkehr ausgebaut. Mitte 2023 konnten die Umbauarbeiten erfolgreich abgeschlossen werden. Aufgrund der volatilen Wirtschaftslage durch den russischen Überfall auf die Ukraine und der dadurch zurückgegangenen Nachfrage auf dem Weltmarkt musste das Werk seine Produktion im Sommer 2023 zeitweise drosseln und Kartonmaschinen abstellen.

## Eigentumsverhältnisse
Die Anteilsmehrheit der Mayr-Melnhof Karton AG befindet sich im Besitz der Familie Mayr-Melnhof (Goëss – Saurau). Das Syndikat der Kernaktionärsfamilien hielt auch 2022 stabil rund 59 % am Grundkapital. Die weiteren 41 % befinden sich im Streubesitz und werden überwiegend von langfristig orientierten institutionellen Investoren in Europa und den USA gehalten. Daneben sind Familienmitglieder an der Mayr-Melnhof Holz Holding beteiligt. Sie gehört zu 74,9 % Franz VI. Mayr-Melnhof.

## Kritik
Das Unternehmen wird seit vielen Jahren aufgrund ihrer sehr hohen Managergehälter kritisiert. So verdiente CEO Peter Oswald im Jahr 2022 rund 5,6 Millionen Euro an Gehältern und belegt damit österreichweit den zweiten Rang unter den österreichischen Top-Unternehmen.

## Produktionsstandorte (MM Board & Paper)
Nach Ländern (unvollständig):

### Österreich
- Frohnleiten (Stammwerk, 570 Mitarbeiter)[20]

### Deutschland
- Gernsbach
- Neuss

### Finnland
- Kotkamills in Kotka (2021 akquiriert)

### Norwegen
- FollaCell A.S. in Follafoss[8]

### Polen
- Kwidzyn (Karton und Papier. 2021 akquiriert)

### Slowenien
- Količevo